# Myślice (gromada)
Myślice – dawna gromada, czyli najmniejsza jednostka podziału terytorialnego Polskiej Rzeczypospolitej Ludowej w latach 1954–1972.
Gromady, z gromadzkimi radami narodowymi (GRN) jako organami władzy najniższego stopnia na wsi, funkcjonowały od reformy reorganizującej administrację wiejską przeprowadzonej jesienią 1954 do momentu ich zniesienia z dniem 1 stycznia 1973, tym samym wypierając organizację gminną w latach 1954–1972.
Gromadę Myślice z siedzibą GRN w Myślicach utworzono – jako jedną z 8759 gromad na obszarze Polski – w powiecie morąskim w woj. olsztyńskim na mocy uchwały nr 17 WRN w Olsztynie z dnia 4 października 1954. W skład jednostki weszły obszary dotychczasowych gromad Myślice, Podwiejki, Skolwity i Tabory ze zniesionej gminy Myślice w tymże powiecie. Dla gromady ustalono 13 członków gromadzkiej rady narodowej.
1 stycznia 1960 do gromady Myślice włączono obszar zniesionej gromady Lubochowo oraz wieś Milikowo ze zniesionej gromady Przezmark w tymże powiecie.
31 grudnia 1967 z gromady Myślice wyłączono część obszaru PGR Kreki (210 ha), włączając ją do gromady Wielki Dwór w tymże powiecie.
30 czerwca 1968 do gromady Myślice włączono wsie Kadzie, Koszajny, Lepno i Wielki Dwór, PGR-y Dajny, Kreki, Połowite, Potajny, Sadławki i Sasiny oraz osady Bartno i Łupitki ze zniesionej gromady Wielki Dwór w tymże powiecie.
Gromada przetrwała do końca 1972 roku, czyli do kolejnej reformy gminnej.